# Liechtenstein
Liechtenstein (phát âm tiếng Đức: [ˈlɪçtn̩ʃtaɪn], phiên âm: "Lích-tân-xtai") (/ˈlɪktənstaɪn/ ⓘ), tên chính thức Thân vương quốc Liechtenstein (tiếng Đức: Fürstentum Liechtenstein), là một quốc gia vùng Alps nhỏ bao quanh bởi các nước không giáp biển ở Trung Âu, giáp với các bang St. Gallen và Graubünden của Thụy Sĩ ở phía tây và bang Voralberg của Áo ở phía đông, có thủ đô là Vaduz, thành phố lớn nhất là Schaan. Liechtenstein có tổng sản phẩm quốc nội GDP trên đầu người cao nhất thế giới khi được điều chỉnh bởi sức mua tương đương và có nợ nước ngoài thấp nhất thế giới. Liechtenstein cũng có tỉ lệ thất nghiệp thấp thứ nhì thế giới là 1,5% (thấp nhất là Monaco).

## Lịch sử

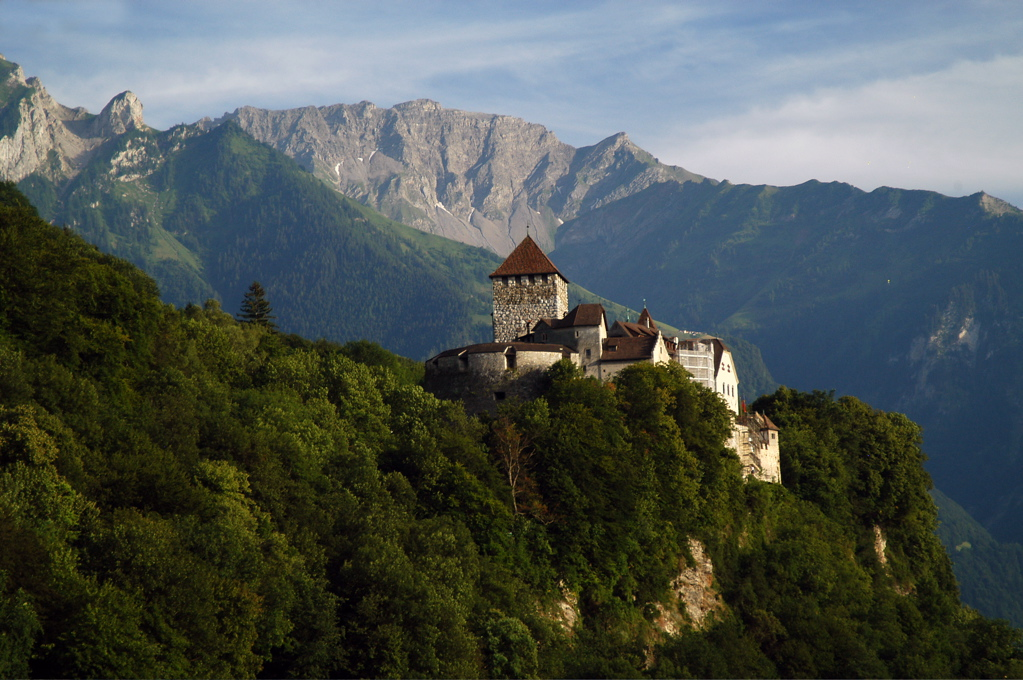
Lâu đài của Bá tước Vaduz Castle, nay là nơi ở của Hoàng thân Hans-Adam II.

### Thời tiền sử
Những dấu vết đầu tiên về sự hiện diện của con người ở Liechtenstein là vào thời kỳ Giữa Đồ Đá Cũ. Những khu vực định cư nông nghiệp thời đại đồ đá mới được tìm thấy ở các thung lũng khoảng 5300 năm trước Công Nguyên.
Hai nền Văn hóa Hallstatt và La Tène phát triển nở rộ vào cuối thời kỳ Đồ Sắt trong khoảng 450 năm trước công nguyên có thể do ảnh hưởng từ Hi Lạp và Văn minh Etruscan. Một trong những nhóm bộ lạc quan trọng nhất ở vùng Alpine là Helvetii. Năm 58 trước Công Nguyên BC, tại trận đánh Bibracte, Julius Caesar đã đánh bại các bộ lạc Alpine và đặt vùng này dưới sự cai trị chặt chẽ của Đế quốc La Mã. Đến năm 15 trước Công Nguyên, Tiberius, người được chọn làm Hoàng Đế La Mã, và người em Drusus đã chinh phục toàn bộ vùng Alpine. Liechtenstein được sáp nhập vào tỉnh Raetia của Đế quốc La Mã. Khu vực này được kiểm soát bởi quân đội La Mã đóng tại một trại lính viễn chinh lớn mang tên Brigantium (Áo) gần Hồ Constance và tại Magia (Thụy Sĩ). Một con đường La Mã chạy xuyên qua vùng lãnh thổ. Vào năm 259/60 Brigantium bị phá hủy bởi Alemanni, một tộc người Đức định cư ở vùng này khoảng năm 450.
Vào sơ kỳ Trung Cổ, người Alemanni đã định cư ở phía đông cao nguyên Thụy Sĩ vào Thế kỷ thứ V và tại các thung lũng của dãy Alp vào cuối thế kỷ thứ VIII. Liechtenstein nằm ở phía đông của khu vực người Alemannia sinh sống. Đến thế kỷ thứ VI, toàn bộ khu vực này trở thành một phần của Đế quốc Frankish sau chiến thắng của Clovis I trước người Alemanni tại Tolbiac vào năm 504.
Vùng này sau đó mang tên Liechtenstein dưới sự cai trị của Frankish (các triều đại Merovingian và Carolingian) cho đến khi Đế quốc này bị chia cắt bởi Hiệp ước Verdun năm 843 của Công Nguyên sau cái chết của Charlemagne. Vùng lãnh thổ mà ngày nay là Liechtenstein thuộc về Đông Frank cho đến khi nó được tái hợp với Trung Frank thuộc Đế quốc La Mã Thần thánh khoảng năm 1000 của Công Nguyên. Cho đến khoảng năm 1100, ngôn ngữ chính trong vùng là tiếng Romansh, nhưng sau đó tiếng Đức chiếm ưu thế, và vào năm 1300 một bộ phận dân cư Alemann được gọi dưới cái tên người Walser (bắt nguồn từ Valais) di cư đến đây. Đến thế kỷ XXI, các làng mạc trên núi ở Triesenberg vẫn bảo tồn được phương ngữ Walser.

### Thành lập Vương triều
Đến năm 1200, các lãnh địa trên cao nguyên Alpine đều thuộc quyền kiểm soát của nhà Savoy, Zähringer, Habsburg, và Kyburg. Cùng với những khu vực khác, vương quốc này chiếm được các con đường đi qua dãy núi. Khi triều Kyburg sụp đổ vào năm 1264, triều Habsburgs do Rudolph I (Vua La Mã Đức năm 1273) bành trướng lãnh thổ đến phía đông cao nguyên Alpine bao gồm cả lãnh thổ Liechtenstein. Vùng này sau đó được cấp cho Bá tước Hohenems cho đến khi thành lập Vương triều Liechtenstein năm 1699.
Năm 1396 Vaduz (vùng phía nam Liechtenstein) được nâng cấp thành "lãnh địa đế quốc" và nắm dưới sự cai quản trực tiếp duy nhất từ Hoàng Đế La Mã Thần Thánh.
Gia đình Liechtenstein, bắt nguồn từ Lâu đài Liechtenstein ở Hạ Áo mà họ đã sở hữu từ ít nhất năm 1140 đến thế kỷ XIII (và một lần nữa từ 1807 đến sau này). Dòng họ Liechtensteins có được các vùng đất, chủ yếu ở Moravia, Lower Austria, Silesia, và Styria. Tất cả những lãnh thổ này đều được dòng họ này thuê sử dụng từ thời phong kiến do các lãnh chúa mạnh hơn làm chủ, đặc biệt là từ những lãnh chúa Habsburgs, triều Liechtenstein không thể hội đủ điều kiện có một ghế trong nghị viện của Đế quốc, được gọi là Reichstag. Ngay cả khi vài Thái tử Liechtenstein phục tùng các nhà cầm quyền Habsburg với tư cách cố vấn thân cận, và không có lãnh thổ nào chịu sự chi phối trực tiếp từ Hoàng đế, họ giữ những quyền hành ít ỏi trong Đế quốc La Mã Thần Thánh.
Vì lý do này, gia đình nãy đã tìm cách có thêm đất đai để liên kết các vùng đất nhỏ manh múng, độc lập khỏi ảnh hưởng của các lãnh chúa và nắm dưới sự cai quản trực tiếp của Hoàng Đế La Mã. Trong suốt đầu thế kỷ XVII Karl I của Liechtenstein được phong làm Fürst (hoàng tử) bởi Hoàng Đế La Mã Thần Thánh Matthias sau khi đứng về phe ông trong một trận chiến chính trị. Hans-Adam I được phép mua Herrschaft ("quyền làm lãnh chúa") của Schellenberg và thủ phủ Vaduz (vào năm 1699 và 1712) từ Hohenems. Những vùng lãnh thổ Schellenberg và Vaduz đã giúp cho Gia đình này đạt được vị thế chính trị cần thiết.

### Thân vương quốc
Ngày 23 tháng 1 năm 1719, sau khi các đất đai đã được mua, Karl VI của Thánh chế La Mã ra một đạo luật cho phép Vaduz và Schellenberg được sáp nhập và thành lập một vùng lãnh thổ mới dưới danh nghĩa Fürstentum (thân vương quốc) với cái tên "Liechtenstein" nhằm vinh danh tùy tùng trung thành, Anton Florian của Liechtenstein". Đây chính là ngày Liechtenstein trở thành một nhà nước có chủ quyền trong Đế quốc La Mã Thần thánh. Đây chỉ là kết quả của một sự tính toán thuần túy về chính trị nên các Thân vương xứ Liechtenstein không thăm Thân vương quốc của họ trong suốt 100 năm.
Đến đầu thế kỷ XIX, do kết quả của Các cuộc chiến tranh của Napoléon ở châu Âu, Đế quốc La Mã Thần Thánh bị kiểm soát bởi nước Pháp, sau chiến thắng vang dội tại Austerlitz trước Napoleon năm 1805. Hoàng Đế Francis II thoái vị, kết thúc hơn 960 năm chính quyền phong kiến. Napoleon đã tái tổ chức phần lớn của Đế quốc thành Liên bang Rhein. Sự thay đổi về chính trị này đã ảnh hưởng nhiều đến Liechtenstein: các vị thế chính trị, pháp luật, và lịch sử trong đế quốc biến mất. Thân vương quốc này đã dừng các nghĩa vụ đối với bất kỳ lãnh chúa nào ngoài biên giới của nó.
Những tài liệu hiện đại đều ghi nhận chủ quyền của Liechtenstein được xác lập từ những sự kiện này. Hoàng tử của Vương quốc đã dừng các nghĩa vụ đối với bất kỳ thế lực nào. Từ 25 tháng 7 năm 1806, khi Liên bang Rhine được thành lập, mà trong đó Hoàng tử Liechtenstein là một thành viên, trên thực tế là một nước chư hầu, nằm dưới sự bảo trợ của Hoàng Đế Pháp Napoleon I, cho đến khi Liên Bang giải thể vào ngày 19 tháng 9 năm 1813.
Ngay sau đó, Liechtenstein gia nhập Liên minh các quốc gia Đức (20 tháng 6 năm 1815 – 24 tháng 8 năm 1866), do Hoàng đế Áo nắm quyền.
Năm 1818, Hoàng tử Johann I ban hành một hiến pháp hạn chế cho vùng đất này. Cùng năm đó Hoàng tử Aloys trở thành thành viên đầu tiên của Nhà Liechtenstein đặt chân lên Thân Vương quốc mang tên gia đình họ. Chuyến viếng thăm tiếp theo là năm 1842.
Những công trình được xây dựng ở thế kỷ XIX bao gồm:
- 1836, nhà máy gốm sứ đầu tiên được mở.
- 1861, Ngân hàng Tiết kiệm và Cho vay được thành lập cùng với nhà máy dệt vải cotton đầu tiên.
- 1868, Quân đội Liechtenstein bị giải thể vì lý do tài chính.
- 1872, một đường xe lửa nối Thụy Sĩ và Đế quốc Áo-Hung được xây dựng xuyên qua Liechtenstein.
- 1886, hai cây cầu bắc qua sông Rhine nối với Thụy Sĩ được xây dựng.

### Thế kỷ XX
Cho đến cuối Thế Chiến I, Liechtenstein có mối liên hệ chặt chẽ với Đế quốc Áo và sau là Đế quốc Áo-Hung; các hoàng thân tiếp tục kiếm được nhiều của cải từ các bất động sản ở lãnh thổ Habsburg, và họ trải qua phần lớn thời gian ở hai cung điện ở Vienna. Sự tàn phá về kinh tế gây ra bởi chiến tranh buộc nước này phải tham gia vào liên minh tiền tệ và liên minh hải quan với quốc gia láng giềng, Thụy Sĩ.
Vào thời điểm giải thể Đế quốc Áo-Hung, có những tranh cãi rằng Liechtenstein, là một thái ấp của Đế quốc La Mã Thần Thánh, không còn liên kết với nhà nước Áo, do đó không được coi là phần kế thừa chính thức của Đế quốc. Điều đó đối lập với nhận thức của Liechtenstein rằng Hoàng Đế Áo-Hung đã thoái vị vẫn còn mang di sản tinh thần của Đế quốc La Mã Thần Thánh.

Franz I, Hoàng tử Liechtenstein từ năm 1929 đến 1938.

Năm 1929, Hoàng tử Franz I 75 tuổi kế thừa ngai vàng. Franz vừa mới cưới Elisabeth von Gutmann, một phụ nữ đến từ Vienna, một người giàu có vì ba bà là một doanh nhân Do Thái đến từ Moravia. Mặc dù Liechtenstein không có đảng Phát xít chính thức nào, một phong trào có cảm tình với Phát xít nổi lên trong đảng Liên Minh Quốc gia.
Những kẻ Phát xít Liechtenstein ở địa phương xác định Elisabeth là "vấn đề" Do Thái của họ.
Tháng 3, 1938, ngay sau sự kiện Phát xít Đức sáp nhập Áo, Hoàng tử Franz nhiếp chính và Hoàng tử Franz Joseph bị rời ngôi vị lần hai. Franz mất tháng 7 cùng năm, và Franz Joseph thừa hưởng ngai vàng. Franz Joseph II đến Liechtenstein lần đầu tiên vào năm 1938, một vài ngày sau sự kiện sáp nhập.
Trong suốt Thế Chiến II, Liechtenstein vẫn giữ vị trí trung lập, và dựa vào quốc gia Thụy Sĩ láng giềng để được trợ giúp và hướng dẫn, trong khi các kho tàng của gia đình hoàng gia từ các vùng đất Bohemia, Moravia, và Silesia được đưa về Liechtenstein để cất giữ. Khi cận kề với chiến tranh, Tiệp Khắc và Ba Lan, đã phong tỏa các tài sản mà họ cho là của Đức, và tước đoạt gần như toàn bộ tài sản của gia đình hoàng gia Liechtenstein trong ba vùng trên. Việc này (dẫn đến tranh chấp đến hiện nay tại Tòa án Công lý Quốc tế) đã lấy đi 1.600 km2 (618 dặm vuông Anh) đất rừng và nông nghiệp (nổi tiếng nhất là một khu thắng cảnh Lednice–Valtice được UNESCO công nhận), và một vài cung điện và lâu đài của hoàng tộc.
Liechtenstein ban quy chế tị nạn cho 500 lính thuộc Quân đội Quốc gia Nga Thứ Nhất (một lực lượng của Nga đồng minh với quân đội Đức Wehrmacht) khi sắp kết thúc Chiến tranh thế giới lần II. Khoảng 200 trong số đó tình nguyện trở về Liên bang xô Viết. Họ khởi hành trong một chuyến tàu hỏa đến Vienna và sau đó không có một tin tức nào về nhóm người này. Số còn lại ở lại Liechtenstein thêm một năm nữa, được chu cấp bởi Liechtenstein, sau đó do áp lực từ chính quyền Xô Viết trong một chương trình hồi hương. (Ngược lại, do các điều khoản đã ký trong Hội nghị Yalta, Lực lượng Đồng Minh phương Tây chủ trương hồi hương cư dân Xô viết.) Cuối cùng chính phủ Argentina đề nghị quy chế tị nạn cho khoảng 100 người còn lại. Sự kiện này được ghi lại bởi một tượng đài tại thị trấn biên giới Hinterschellenberg. Nó cũng là đề tài cho bộ phim tài liệu Pháp Le dernier secret de Yalta (bí mật Yalta cuối cùng) bởi Nicolas Jallot.
Tuy nhiên, đến năm 2005 một câu truyện được công bố là những lao động Do Thái từ trại tập trung Strasshof, do SS lập nên, đã làm việc tại các bất động sản ở Áo thuộc sở hữu Nhà Hoàng tử Liechtenstein.
Cư dân Liechtenstein bị cấm vào Czechoslovakia trong suốt Chiến tranh Lạnh. Và gần đây là do các mâu thuẫn liên quan đến Đạo luật Beneš gây tranh cãi khiến cho Liechtenstein không thiết lập quan hệ với Cộng hòa Czech hay Slovakia. Quan hệ ngoại giao được thiết lập giữa Liechtenstein và Cộng hòa Czech ngày 13 tháng 7 năm 2009, và với Slovakia ngày 9 tháng 12 năm 2009.

### Trung tâm tài chính

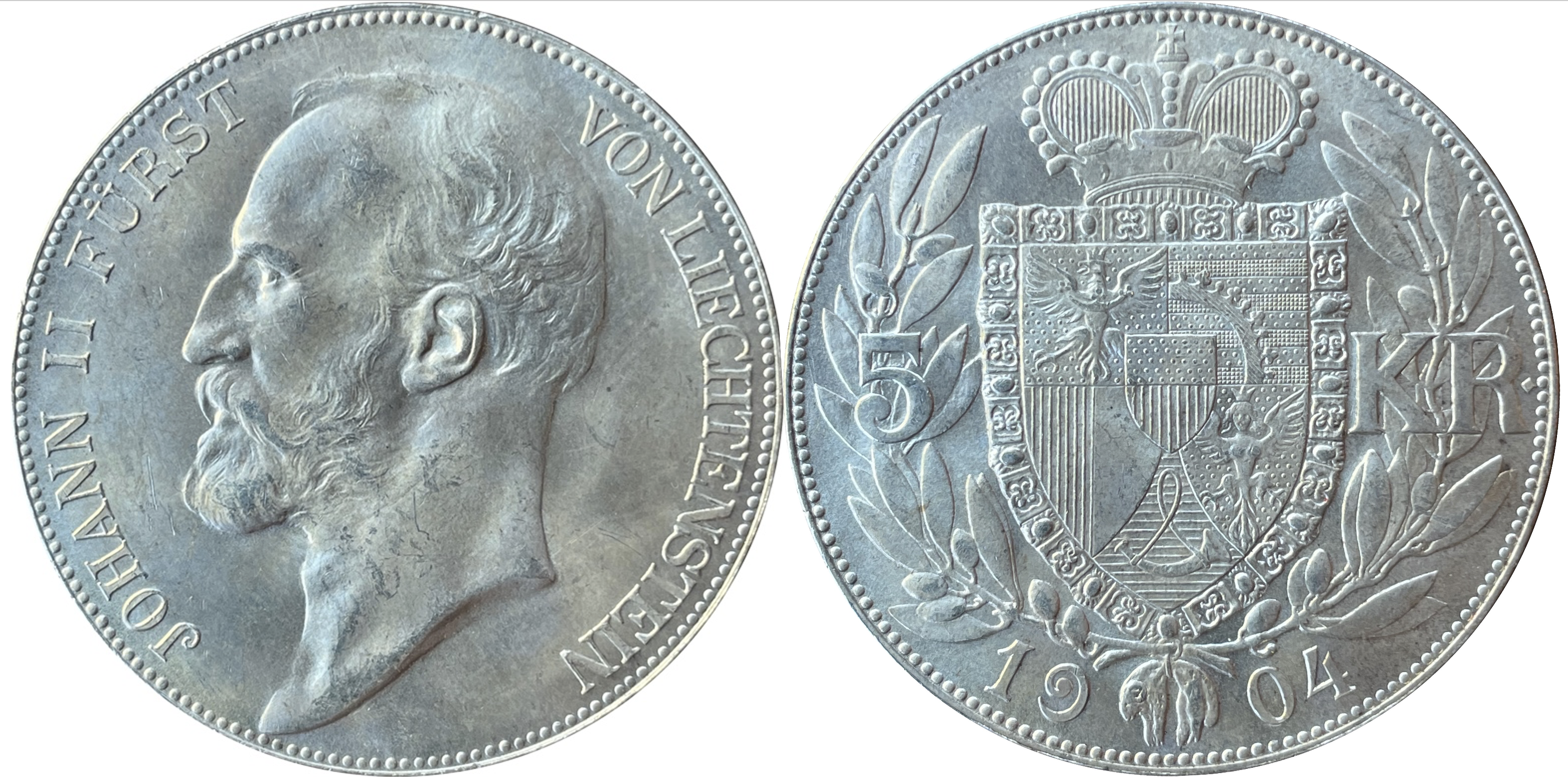
Xu bạc: 5 kronen của Liechtenstein, phát hành năm 1904, với mặt trước là chân dung của Thân vương Johann II

Liechtenstein ở trong tình trạng khánh kiệt sau khi chiến tranh kết thúc ở châu Âu. Hoàng gia Liechtenstein buộc phải bán các kho tàng nghệ thuật của gia đình, bao gồm các bức "Ginevra de' Benci" của Leonardo da Vinci, được mua lại bởi Phòng tranh Nghệ thuật Quốc gia của Hoa Kỳ vào năm 1967 với giá 5 triệu dollar ($44 triệu dollar vào năm 2025), một giá kỷ lục cho một bức tranh.
Tuy nhiên, vào cuối thập niên 1970 nước này sử dụng chính sách thuế tập đoàn thấp để thu hút nhiều công ty, và trở thành một trong những quốc gia thịnh vượng nhất.
Hoàng tử Liechtenstein là một trong sáu vị vua giàu nhất với giá trị tài sản ước lượng khoảng 5 tỉ USD. Dân cư tại đây có mức sống thuộc hàng cao nhất thế giới.

## Chính trị

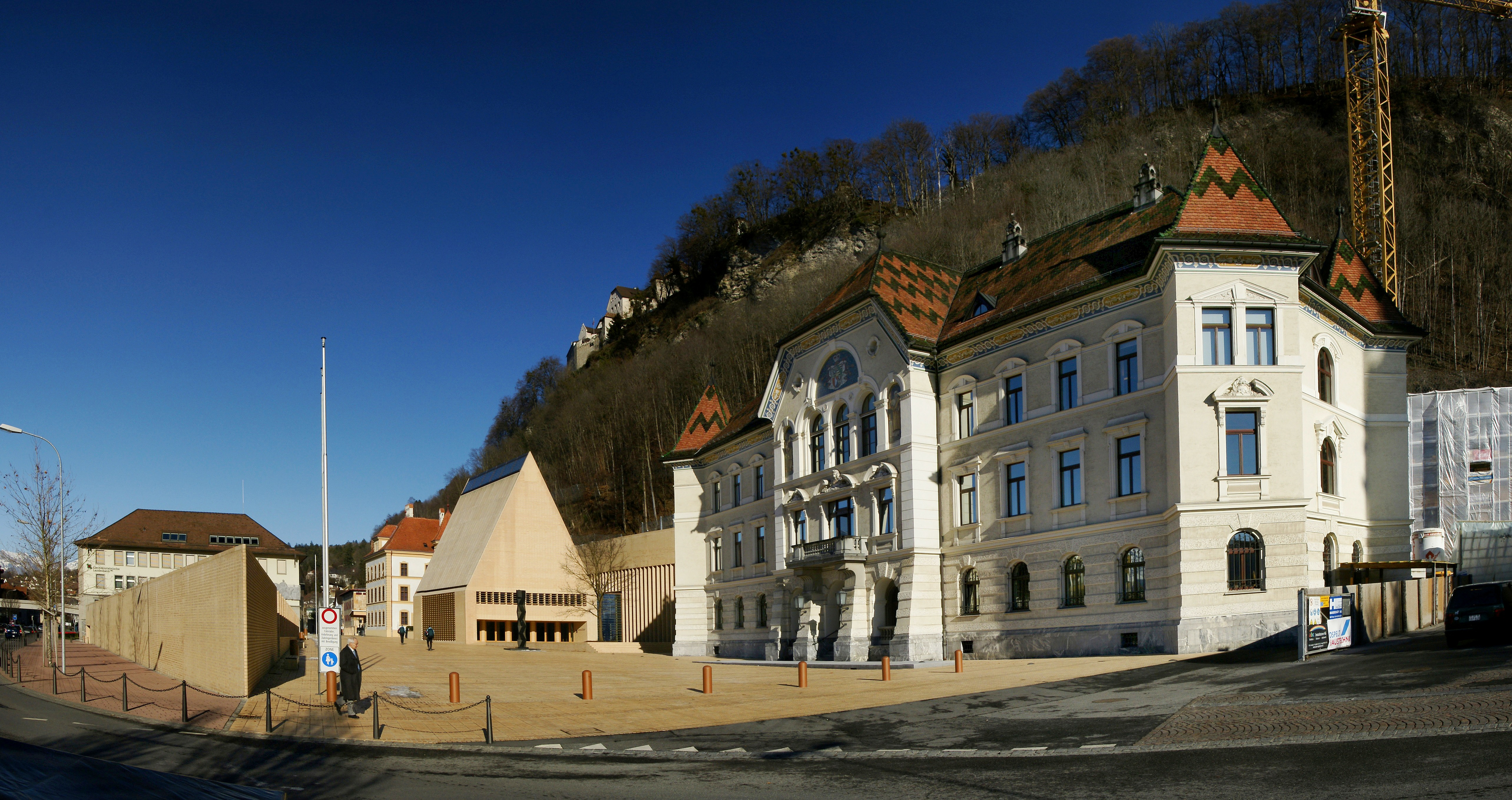
Tòa nhà chính phủ Liechtenstein ở Thủ đô Vaduz.

### Thể chế nhà nước
- Liechtenstein theo chế độ Quân chủ lập hiến. Đứng đầu nhà nước là Thân quốc vương (Prince).
- Quốc hội có nhiệm kỳ 4 năm, gồm một viện với 25 nghị sĩ được bầu trực tiếp.
- Liechtenstein không có quân đội, chỉ có lực lượng cảnh sát với 26 người.

### Các đảng phái chính trị
Từ khi tuyên bố độc lập đến nay, Liechtenstein có 2 đảng chính, đó là Đảng Nhân dân tiến bộ (FBPL) và Đảng Liên minh yêu nước (VU). Trong lịch sử, hai đảng này luôn liên minh với nhau trong Quốc hội, thành lập Chính phủ đoàn kết dân tộc để chống lại ý đồ sáp nhập Liechtenstein vào Áo của Hitler. Chính phủ liên minh này tồn tại gần 60 năm, cho đến sau cuộc bầu cử Quốc hội năm 1997. Tại cuộc bầu cử tháng 2 năm 2009, Đảng Liên minh yêu nước đạt 47,6% số phiếu, tương đương 13 ghế trong Quốc hội, lên cầm quyền. Đảng Nhân dân tiến bộ chỉ đạt 43,5% số phiếu và được 11 ghế. 1 ghế còn lại thuộc về Đảng tự do.

### Hiến pháp mới
Trong một cuộc trưng cầu dân ý toàn quốc vào tháng 3 năm 2003, gần hai phần ba số cử tri đã bỏ phiếu ủng hộ hiến pháp mới do Hoàng thân Hans-Adam II đề xuất để thay thế Hiến pháp 1921. Hiến pháp được đề xuất đã bị chỉ trích bởi nhiều người, bao gồm cả Hội đồng châu Âu về nhiều khoản của Hiến pháp mới như mở rộng quyền hạn của chế độ quân chủ (tiếp tục quyền phủ quyết luật pháp, và cho phép Hoàng thân có quyền giải tán chính phủ hoặc bất kỳ bộ trưởng nào).

### Chính sách đối ngoại
Trước 1989, Liechtenstein chỉ có quan hệ ngoại giao chính thức với Thụy Sĩ, Áo và Toà thánh Vatican.
Sau khi Hoàng thân Hans-Adam II lên nắm quyền (tháng 11 năm 1989), quan hệ ngoại giao của Liechtenstein được mở rộng đáng kể và cho đến nay, Liechtenstein đã thiết lập quan hệ ngoại giao với gần 100 nước trên thế giới. Năm 1990, Liechtenstein trở thành thành viên chính thức của Liên Hợp Quốc. Ngoài ra, Liechtenstein còn là thành viên của Hội đồng châu Âu, Tổ chức An ninh và Hợp tác châu Âu (OSCE), Khu vực kinh tế châu Âu (EEA) và nhiều tổ chức quốc tế khác. Kể từ sau Thế Chiến thứ 2, Liechtenstein phụ thuộc vào Thụy Sĩ cả về đối nội và đối ngoại. Đại diện ngoại giao của Liechtenstein ở nước ngoài do các đại sứ Thụy Sĩ kiêm nhiệm và qua đó Bộ Ngoại giao Thụy Sĩ thông báo mọi thông tin cho Chính phủ Liechtenstein biết.

## Địa lý

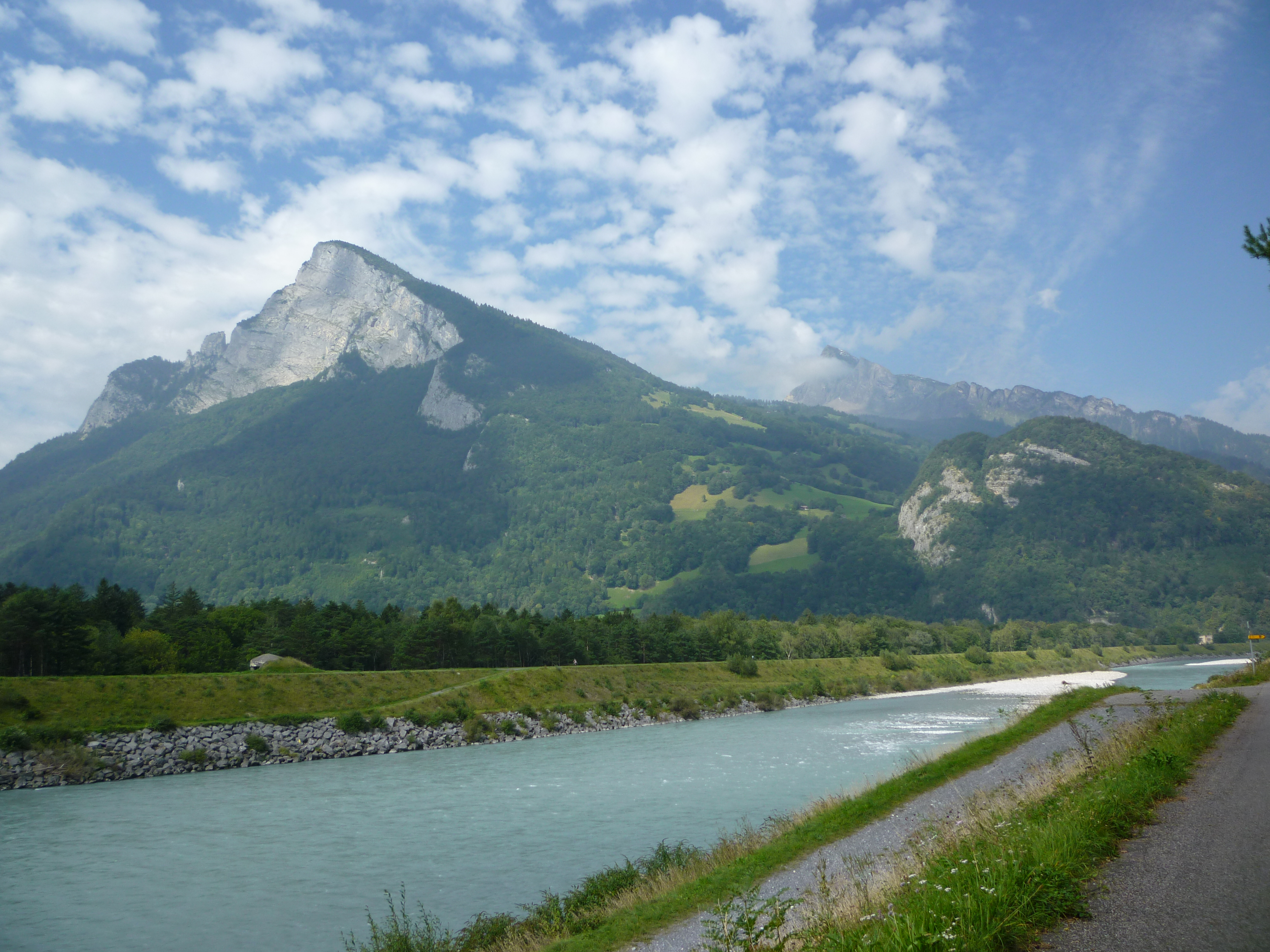
Sông Rhine biên giới tự nhiên của Liechtenstein và Thụy Sĩ.

Liechtenstein là quốc gia nói tiếng Đức nhỏ nhất thế giới với diện tích 160 km², nằm ở Trung Âu, xen giữa Thụy Sĩ và Áo. Lãnh thổ gồm một phần đất nhỏ ở vùng trung tâm dãy Alpes và vùng đất bồi, phía bờ phải sông Rhine và có dân số hơn 35.000 người.
Liechtenstein nằm ở thượng lưu sông Rhine thuộc thung lũng dãy Alps miền trung của châu Âu, có chung biên giới phía đông với Áo, phía nam và phía tây với Thụy Sĩ. Toàn bộ biên giới phía tây của Liechtenstein được hình thành bởi sông Rhine. Chiều dài từ nam tới bắc đất nước là khoảng 24 km (15 dặm). Điểm cao nhất của Liechtenstein là đỉnh Grauspitz cao 2.599 m (8.527 ft).

## Hành chính
Liechtenstein được chia thành 11 công xã gồm: Balzers, Eschen, Gamprin, Mauren, Planken, Ruggell, Schaan, Schellenberg, Triesen, Triesenberg, Vaduz.

## Kinh tế
Nền kinh tế của Liechtenstein chủ yếu là công nghiệp, nhưng công nghiệp theo cách nhập nguyên liệu về gia công chế biến. Liechtenstein sản xuất những phụ tùng lắp ráp (chủ yếu dùng để xuất khẩu), điện tử, gốm sứ, tân dược, máy in, văn phòng phẩm, làm răng giả. Cả nước có 35 xí nghiệp phần lớn là các chi nhánh của các công ty Thụy Sĩ với số nhân công khoảng 4.000 người. Nông nghiệp tự cung tự cấp 14%, chủ yếu là chăn nuôi, trồng nho và lúa mì. Nguồn thu nhập của đất nước chủ yếu từ xuất khẩu sản phẩm công nghiệp, thuế (của 15.000 công ty nước ngoài đăng ký ở Vaduz), sản xuất tem phục vụ khách du lịch.
Kinh tế du lịch mang lại cho cư dân nước này nguồn thu nhập cao nhất thế giới.

## Nhân khẩu học
Liechtenstein là quốc gia nhỏ thứ tư của châu Âu, sau Vatican, Monaco, San Marino. Dân số Liechtenstein chủ yếu nói tiếng Alemanni.
Ngôn ngữ chính thức là tiếng Đức, tiếng Alemanni, một số phương ngữ của tiếng Đức như tiếng Triesenberg, một phương ngữ được nói tại các đô thị. Theo cuộc điều tra dân số 2000, 87,9% dân số là Kitô hữu, trong đó 78,4% theo Công giáo La Mã, trong khi khoảng 8% là Tin Lành. So với cuộc điều tra dân số năm 1990, tỷ lệ phần trăm của các Kitô hữu đã giảm, trong khi người Hồi giáo và không tôn giáo tăng gấp đôi kích thước. Theo một báo cáo 2009 của Trung tâm Nghiên cứu Pew, người Hồi giáo chiếm khoảng 4,8% dân số.

## Giáo dục - Y tế
Ở Liechtenstein, giáo dục là bắt buộc và miễn phí trong 8 năm học (từ 7 đến 16 tuổi). Học sinh tốt nghiệp có thể vào dự bị đại học hoặc trường hướng nghiệp. Trình độ giáo dục ở Liechtenstein khá cao đối với mọi bậc học. Nhiều sinh viên đi du học ở Áo và Thụy Sĩ.
Y tế: Chăm sóc sức khỏe cộng đồng khá tốt. Liechtenstein chỉ có một bệnh viện nhỏ. Chính phủ cung cấp bảo hiểm để người dân có thể sang Áo và Thụy Sĩ chữa bệnh. Ngoài ra, còn có chương trình bảo hiểm dành cho người già, người tàn tật; chương trình trợ cấp xã hội và thất nghiệp. Mọi người dân Liechtenstein đều bắt buộc phải đóng bảo hiểm y tế.